# Болеслав (Олькуський повіт)
Болеслав (пол. Bolesław) — село в Польщі, у гміні Болеслав Олькуського повіту Малопольського воєводства.
Населення — 2461 особа (2011).
У 1975-1998 роках село належало до Катовицького воєводства.

## Демографія
Демографічна структура станом на 31 березня 2011 року:
|          | Загалом | Допрацездатний вік | Працездатний вік | Постпрацездатний вік |
| -------- | ------- | ------------------ | ---------------- | -------------------- |
| Чоловіки | 1225    | 219                | 855              | 151                  |
| Жінки    | 1236    | 193                | 740              | 303                  |
| Разом    | 2461    | 412                | 1595             | 454                  |